# Moiporá
Moiporá är en kommun i Brasilien.   Den ligger i delstaten Goiás, i den centrala delen av landet, 300 km väster om huvudstaden Brasília. Antalet invånare är 1 763.
Omgivningarna runt Moiporá är huvudsakligen savann. Runt Moiporá är det mycket glesbefolkat, med 3 invånare per kvadratkilometer.